# Fábio Lucena
Fábio Pereira de Lucena Bittencourt, mais conhecido como Fábio Lucena, (Barcelos, 11 de julho de 1940 – Brasília, 14 de junho de 1987) foi um bancário, jornalista e político brasileiro, outrora senador pelo Amazonas.

## Dados biográficos
Filho de Antônio de Lucena Bittencourt e Otília Pereira Bittencourt. Bancário e jornalista, fez desta última profissão o caminho de ingresso na política ao se eleger vereador em Manaus pelo MDB em 1972 e 1976, sendo que sua atuação lhe valeu um processo baseado na Lei de Segurança Nacional, do qual foi absolvido em 15 de julho de 1975 em julgamento na Justiça Militar em Belém, por críticas ao prefeito manauara, Franklin Lima, e ao governador amazonense, João Walter de Andrade. 
Candidato a senador em 1978, foi derrotado pelo vice-governador João Bosco de Lima numa disputa renhida a ponto de o Tribunal Regional Eleitoral do Amazonas determinar a realização de um novo pleito em Atalaia do Norte cujo resultado definiu a disputa em favor do arenista. Após 1980, a oposição no estado foi cindida em um grupo liderado por Artur Virgílio Filho e outro sob o comando de Fábio Lucena, numa disputa onde os primeiros deixariam o PMDB e se instalariam no PTB antes de haver a reunião de todos sob a legenda peemedebista por ocasião das eleições de 1982.
Em nova tentativa, foi eleito senador numa sublegenda do PMDB em 1982, mas em um lance sem precedentes na história política brasileira, disputou um novo mandato em 1986 mesmo com o "original" ainda em vigor. Vitorioso, renunciou ao assento de senador conquistado quatro anos antes, permitindo a efetivação de Leopoldo Peres em seu lugar. Fábio Lucena faleceu em Brasília em razão de suicídio e foi substituído pelo suplente Áureo Melo, que fora eleito em 1986.